# Cameron Lake, Ontario
Cameron Lake är en sjö i Kanada.   Den ligger i kommunen Kawartha Lakes och provinsen Ontario, i den sydöstra delen av landet, 260 km väster om huvudstaden Ottawa. Cameron Lake ligger 252 meter över havet. Arean är 16,3 kvadratkilometer. Den sträcker sig 7,5 kilometer i nord-sydlig riktning, och 3,9 kilometer i öst-västlig riktning.